# Lago Mstino
Il lago Mstino (in russo  Мстино?) o bacino Mstinskoe è un bacino idrico della Russia europea occidentale. Si trova nel distretto urbano di Vyšnij Voločëk, nell'oblast' di Tver'.

## Descrizione
Il lago è regolato da una diga sul fiume Msta che scorre dall'estremità settentrionale del lago. Fa parte del sistema idrico di Vyšnij Voločëk (Вышневолоцкая водная система). L'area è di 12,5 km², la lunghezza è di circa 10 km, la larghezza è di 1,5-2 km. L'altezza sul livello del mare è di 154 metri, la profondità massima è di 10 metri. Il lago è allungato da sud-sud-est a nord-nord-ovest. Le rive sono paludose in alcuni punti, nella parte settentrionale sono boscose. Ci sono un gran numero di villaggi sulle rive del lago e una strada corre lungo la sponda occidentale. Nella parte meridionale, il lago arriva vicino a Vyšnij Voločëk, dove sfocia lo Cna. Oltre al Cna, nel lago sfociano diversi canali provenienti dai laghi vicini.